# Норвок (Ајова)
Норвок (енгл. Norwalk) град је у америчкој савезној држави Ајова. По попису становништва из 2010. у њему је живело 8.945 становника.

## Демографија
Према попису становништва из 2010. у граду је живело 8.945 становника, што је 2.061 (29,9%) становника више него 2000. године.
| Група             | 2000.         | 2010.         |
| Белци             | 6.675 (97,0%) | 8.499 (95,0%) |
| Афроамериканци    | 16 (0,2%)     | 47 (0,5%)     |
| Азијати           | 39 (0,6%)     | 57 (0,6%)     |
| Хиспаноамериканци | 92 (1,3%)     | 228 (2,5%)    |
| Укупно            | 6.884         | 8.945         |